# Шлейн, Элли
Элли Шлейн, или Шлайн, официально Элена Этель Шлейн (итал. Elena Ethel Schlein; род. 4 мая 1985, Лугано) — итальянский политик. Депутат Итальянской Республики (с 2022). Лидер Демократической партии (с 2023).

## Биография
Дед Элли Шлейн по матери — Агостино Вивиани, известный адвокат-антифашист, социалист, сенатор. Дед по отцу — Гарри Шлейн, выходец из еврейской семьи из Львова, эмигрировал в США. Сама Шлейн — дочь американского политолога Мелвина Шлейна, который работал в Германии, Австрии и Италии, где познакомился с преподавателем права Марией Паолой Вивиани, ставшей впоследствии его женой и матерью Элли Шлейн. Супруги переехали в италоязычный швейцарский кантон Тичино, где глава семьи преподавал в Университете Франклина (Лугано).
Помимо итальянского гражданства Элли Шлейн имеет также швейцарское и американское.
Проживая в США, Шлейн участвовала в качестве политической активистки в избирательных кампаниях Барака Обамы.
В 19-летнем возрасте переехала в Италию. Получила высшее юридическое образование в Болонском университете, защитив дипломную работу об иностранцах в итальянских тюрьмах. В 2013 году инициировала политическую акцию «Occupy Pd» против выборщиков от Демократической партии, заблокировавших избрание Романо Проди президентом Италии.

### Политическая карьера
В 2015 году вышла из Демократической партии в знак несогласия с политикой премьер-министра Маттео Ренци и вступила в возглавляемую Пиппо Чивати партию «Возможно». В 2019 году пыталась выставить свою кандидатуру от единого списка левых сил и заявила об отказе от выдвижения в случае неудачи в формировании такого списка.
В 2014—2019 годах являлась депутатом Европейского парламента (избрана при поддержке Демократической партии). Состояла во фракции Прогрессивного альянса социалистов и демократов.
В 2020 году добилась успеха на региональных выборах в Эмилии-Романье — возглавила левый избирательный список «Emilia-Romagna Coraggiosa Ecologista e Progressista» («Эмилия-Романья Отважная Экологическая и Прогрессивная») и лично набрала в одномандатном округе 22 тысячи голосов, показав лучший результат среди всех кандидатов на этих выборах. 11 февраля 2020 года губернатор Стефано Боначчини сформировал свою администрацию, назначив Шлейн вице-губернатором.
25 сентября 2022 года состоялись парламентские выборы, по итогам которых Шлейн была избрана в Палату депутатов Италии по спискам Демократической партии от Эмилии-Романьи.
24 октября 2022 года ушла в отставку с должности вице-губернатора Эмилии-Романьи. 11 ноября объявила о выдвижении своей кандидатуры на выборах лидера Демократической партии.

### Во главе Демократической партии
26 февраля 2023 года победила Стефано Боначчини на выборах национального секретаря ДП с результатом 53,97 %. Это первая женщина, возглавившая Демократическую партию, и самый молодой её глава.
12 марта 2023 года Национальная ассамблея Демократической партии официально утвердила Шлейн в должности национального секретаря.
В январе 2024 года выступила против посылки итальянского оружия Израилю для ведения войны в Газе, заявив, что итальянское оружие не должно использоваться для совершения военных преступлений.
В августе 2024 года по окончании Олимпийских игр в Париже, где медали для Италии завоёвывали также и спортсмены — дети иммигрантов, новый импульс получила борьба Демократической партии во главе с Шлейн за реформу законодательства о гражданстве. Шлейн выступает за применение принципа «Jus soli» вопреки позиции правого правительства Мелони, которое более склонно рассматривать возможность введения так называемого «ius scholae» (предоставление гражданства Италии лишь после получения иммигрантом как минимум школьного образования).

## Личная жизнь
12 февраля 2020 года рассказала в интервью, что в прошлом имела отношения как с мужчинами, так и с женщинами, но на текущий момент состоит в связи с девушкой.
2 декабря 2022 года на старшую сестру Элли, Сузанну Шлейн, первого советника посольства Италии в Афинах, было совершено террористическое покушение, в котором она не пострадала.